# لمياء ماريا أبو اللمع (مصورة)
لمياء ماريا أبو اللمع (من مواليد 1962) هي فنانة ومصورة مصورة لبنانية.

## تعليم
وُلدت لمياء أبو اللمع في عام 1962 في لبنان لأبوين لبنانيين برازيليين. درست في جامعة السوربون وباريس وجامعة تافتس في بوسطن. عملت كمحامية،  ثم بدأت عملها كمصورة بعد أن أخذت دروس التصوير في المركز الدولي للتصوير في مدينة نيويورك.

## الحياة المهنية
تتكون سلسلة صور صدام الواقع لأبي اللمع (بالانجليزية: Abillama Clashing Realities) من صور لنساء لبنانيات يرتدين الزي العسكري في منازلهن. قالت لمياء عندما طلبت من مجموعة من النساء اللبنانيات ارتداء زي قتالي كرمز للعنف الذي أثر على حياتهن، كان هدفي هو الإشارة إلى مدى تأثرهن بعقود من الصراع."
اختيرت لعرض أعمالها في عام 2020 في معرض لبنان الماضي والحاضر: التصوير الفوتوغرافي من 2006 إلى 2020 الذي أقيم في معهد الشرق الأوسط بواشنطن العاصمة.
اختيرت أعمالها للعرض في مجموعة متحف الفنون الجميلة في هيوستن ومتحف فور كونست وجويربي في هامبورغ.